# Alnej-Tjasjakondzja
Alnej-Tjasjakondzja (ryska Алней-Чашаконджа) är ett vulkankomplex på Kamtjatkahalvön i Ryssland.  Det består av två stratovulkaner: Alnej (2 598 m) och Tjasjakondzja (2 526 m).
Alnej är en av få stora stratovulkaner i Sredinnyjbergen som varit aktiva under holocen, med mer än 30 dokumenterade utbrott. Det senaste skedde ungefär 660 f. Kr. 